# Barnaoul
Barnaoul (en russe : Барнаул) est une vieille ville minière de Russie et la capitale administrative du kraï de l'Altaï. Sa population s'élevait à 627 789 habitants en 2022.

## Géographie

### Situation
Barnaoul se trouve dans le Sud-Ouest de la Sibérie, dans la plaine de Sibérie occidentale, au confluent de l'Ob et de la Barnaoulka, à 2 932 km à l'est de Moscou.

### Climat
Le climat de Barnaoul est de type  continental. Le sol est recouvert par un manteau de neige 3 mois par an. Les précipitations sont assez faibles, l'été étant la saison la plus arrosée.
- Température record la plus froide : −48,2 °C (janvier 2001)
- Température record la plus chaude : 40 °C (juillet 2012)
- Nombre moyen de jours avec présence de neige dans l'année : 108
- Nombre moyen de jours de pluie dans l'année : 89
- Nombre moyen de jours avec de l'orage dans l'année : 26
- Nombre moyen de jours avec tempête de neige dans l'année : 36

| Mois                              | jan.  | fév.  | mars  | avril | mai  | juin | jui. | août | sep. | oct. | nov.  | déc.  | année |
| --------------------------------- | ----- | ----- | ----- | ----- | ---- | ---- | ---- | ---- | ---- | ---- | ----- | ----- | ----- |
| Température minimale moyenne (°C) | −20   | −19,2 | −12,6 | −1,1  | 5,9  | 11,7 | 14,1 | 11,5 | 5,7  | −0,8 | −10,6 | −17,2 | −2,7  |
| Température moyenne (°C)          | −15,5 | −14,3 | −7,6  | 3,7   | 12,1 | 17,7 | 19,9 | 17   | 10,8 | 3,1  | −6,9  | −12,7 | 2,3   |
| Température maximale moyenne (°C) | −10,9 | −8,7  | −1,9  | 9,7   | 19,3 | 24,4 | 26,3 | 23,7 | 17,5 | 8,9  | −2,5  | −8,3  | 8,1   |
| Précipitations (mm)               | 23    | 17    | 16    | 25    | 42   | 48   | 64   | 49   | 34   | 38   | 30    | 27    | 413   |

## Histoire

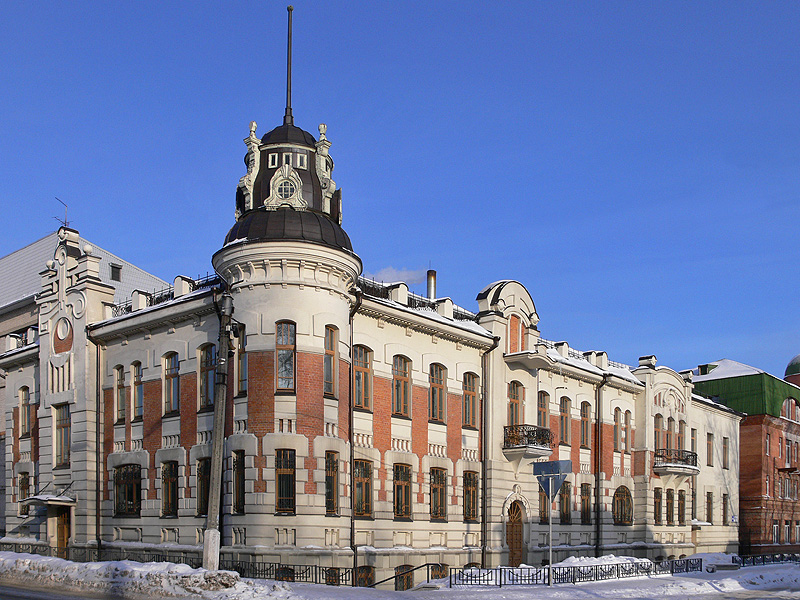
Maison Iakovlev-Poliakov, construite en 1911-1912.

Barnaoul est l'une des villes les plus anciennes de Sibérie. Son site avait été choisi pour sa proximité avec les monts Altaï, riches en minéraux, et sa situation sur un grand fleuve. La ville a été fondée dans les années 1730 par les Demidov, une riche famille d'industriels. Outre le cuivre, qui avait initialement suscité l'intérêt des Demidov, d'importants gisements d'argent furent découverts à proximité. En 1747, les usines Demidov furent reprises par la Couronne, et devinrent bientôt le principal centre de production d'argent de Russie.
À la fin du XVIIIe siècle et au début du XIXe siècle, 90 % de la production d'argent du pays provenaient de la région de l'Altaï. La principale fonderie d'argent de Russie se trouvait à Barnaoul et tant la production que la population de la ville s'accrurent. En 1771, Barnaoul reçut le statut de ville minière ; c'était l'une des plus importantes de Sibérie.

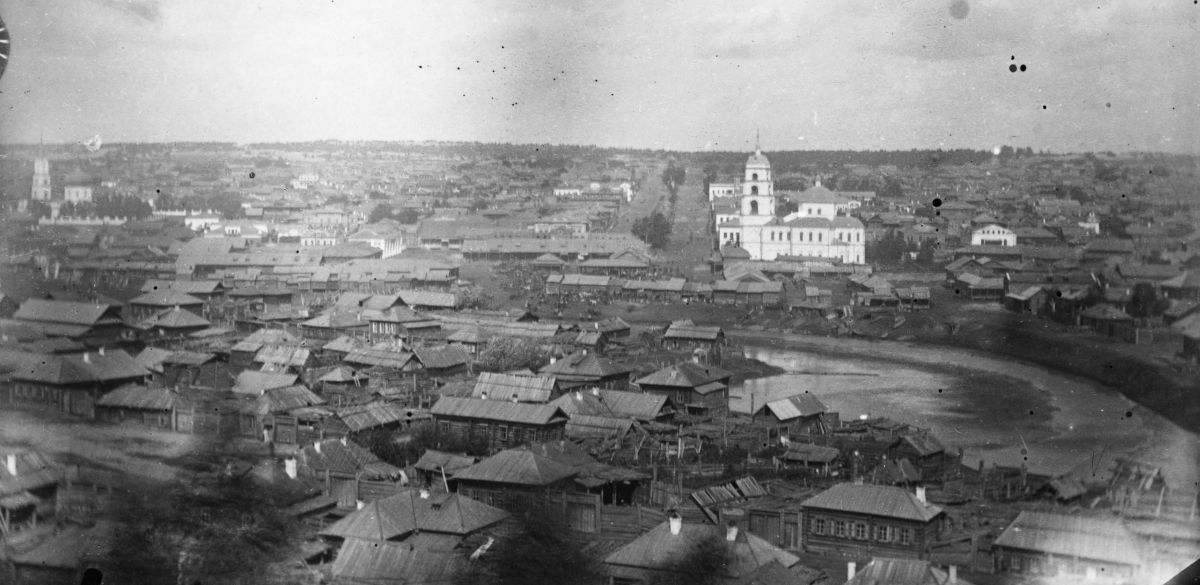
La ville en 1885.

En 1900, Barnaoul était devenu un centre majeur pour le commerce et la culture de la région, en particulier après la construction du chemin de fer Turkestan-Sibérie. De 1917 à 1925, Barnaoul fut la capitale du gouvernement de l'Altaï, puis le centre administratif de l'okroug de Barnaoul, dans le kraï de Sibérie (1925-1930), devenu kraï de Sibérie occidentale (1930-1937). Barnaoul est la capitale administrative du kraï de l'Altaï depuis 1937.
Pendant la Seconde Guerre mondiale, des centaines de milliers de fils de l'Altaï participèrent aux combats et des milliers d'entre eux furent tués sur le front. Au centre de Barnaoul se dresse un grand monument soviétique dédié aux soldats morts pour la patrie. Pendant la guerre, Barnaoul reçut plusieurs usines évacuées de la partie occidentale de l'Union soviétique, menacée par l'armée allemande, en particulier : 
- l'usine de cartouches de Podolsk (Podolski Patronny), qui est restée l'une des plus grandes usines de munitions de Russie (aujourd'hui : Barnaoulski Stankostroïtelny Zavod).
- des équipements de l'usine de tracteurs de Kharkov (KhTZ), à la base de l'actuelle usine Transmach, qui fabrique des moteurs diesel.

## Population et société

### Démographie
Recensements ou estimations de la population:
| 1835  | 1860   | 1879   | 1897*  | 1926*  | 1939*   | 1959*   |
| ----- | ------ | ------ | ------ | ------ | ------- | ------- |
| 9 100 | 11 600 | 13 529 | 21 073 | 73 725 | 148 162 | 305 046 |

| 1970*   | 1979*   | 1989*   | 2002*   | 2010*   | 2013    | 2014    |
| ------- | ------- | ------- | ------- | ------- | ------- | ------- |
| 439 134 | 533 263 | 601 811 | 600 749 | 612 401 | 629 681 | 632 848 |

| 2015    | 2016    | 2017    | 2018    | 2019    | 2020    | 2021    |
| ------- | ------- | ------- | ------- | ------- | ------- | ------- |
| 635 530 | 635 585 | 633 301 | 632 372 | 632 723 | 632 391 | 631 124 |

| 2022    | - | - | - | - | - | - |
| ------- | - | - | - | - | - | - |
| 627 789 | - | - | - | - | - | - |

#### Composition ethnique
La fédération de Russie, comme d'autres pays, distingue la nationalité (ethnie) et la citoyenneté (appartenance à l'État). Il y a donc à Barnaoul : 
- 89,5 pour cent de Russes
- 4,8 pour cent de descendants d'Allemands
- 2,9 pour cent d'Ukrainiens
- Autres : 2,8 pour cent.

### Enseignement

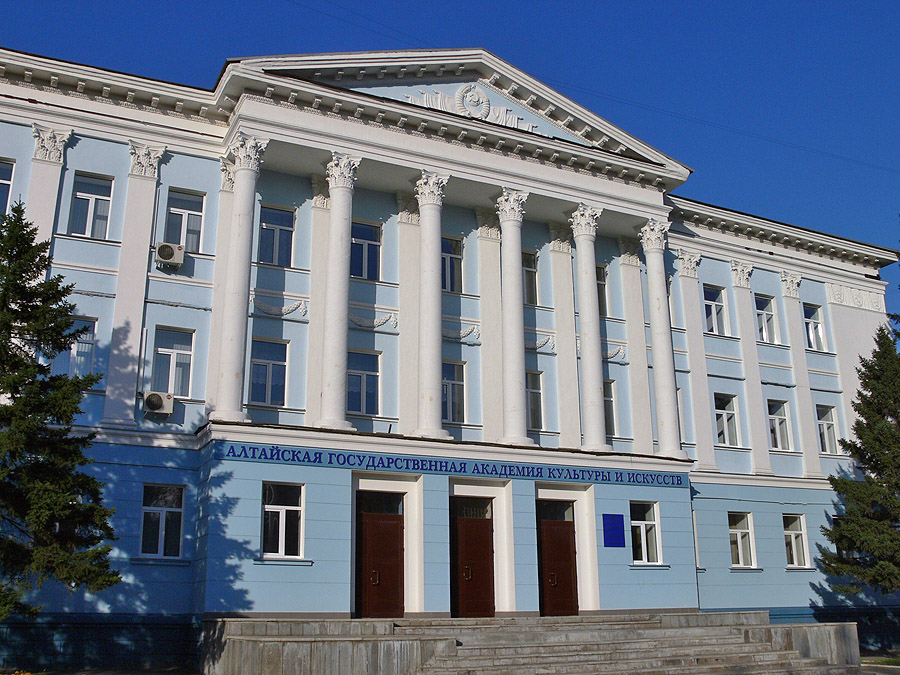
Académie d'État de Culture et d'Art de l'Altaï

En 2007, il y avait neuf universités d'État à Barnaoul, plus des filiales et représentations d'universités d'autres villes du pays. Deux universités importantes de la ville font partie des meilleures universités de Russie ; ce sont l'Université d'État de l'Altaï et l'Université technique d'État de l'Altaï.
Autres universités de la ville :
- Université d'État d'Enseignement agricole de l'Altaï
- Université d'État de Médecine de l'Altaï
- Université d'État Pédagogique de Barnaoul
- Académie d'Économie et de Droit de l'Altaï
- Académie d'État de Culture et d'Art de l'Altaï
- Institut économico-juridique de l'Altaï
- Institut juridique du Ministère de l'Intérieur de Russie de Barnaoul

### Sports
- FK Dinamo Barnaoul, club de football fondé en 1957 et évoluant en troisième division russe.

## Culture locale et patrimoine

### Culture

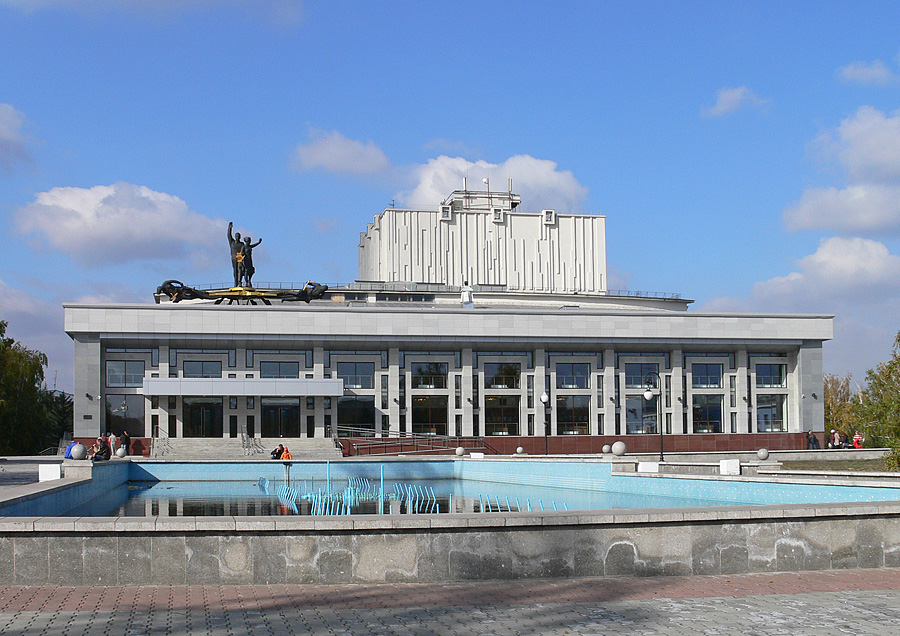
Le théâtre Choukchine

- Musées : le musée régional fut fondé en 1823[2] et déménagea dans ses locaux actuels en 1913. Il regroupe des collections archéologiques de l'Altaï et de la Sibérie et reçoit 125 000 visiteurs par an. Le musée d'histoire de la littérature, de l'art et de la culture de l'Altaï, fut fondé en 1989. Le musée national d'art du kraï de l'Altaï regroupe des collections de l'Antiquité, d'icônes russes et d'art du XVIIIe et du XIXe siècle. Il existe un musée de l'Église orthodoxe de l'Altaï, le musée Detotchkine qui expose des collections d'art aborigène, la Galerie Carmin et la Galerie Universum.
- Spectacles : Plusieurs salles de théâtre attirent un large public, comme le théâtre dramatique Vassili Choukchine, le théâtre de comédie musicale, le théâtre de la Jeunesse, le théâtre-studio Kaléidoscope qui présente souvent des pièces d'avant-garde, et trois théâtres avec des troupes de comédiens étudiants, etc. Il existe aussi une grande salle de concert philharmonique avec un orgue.

### Patrimoine

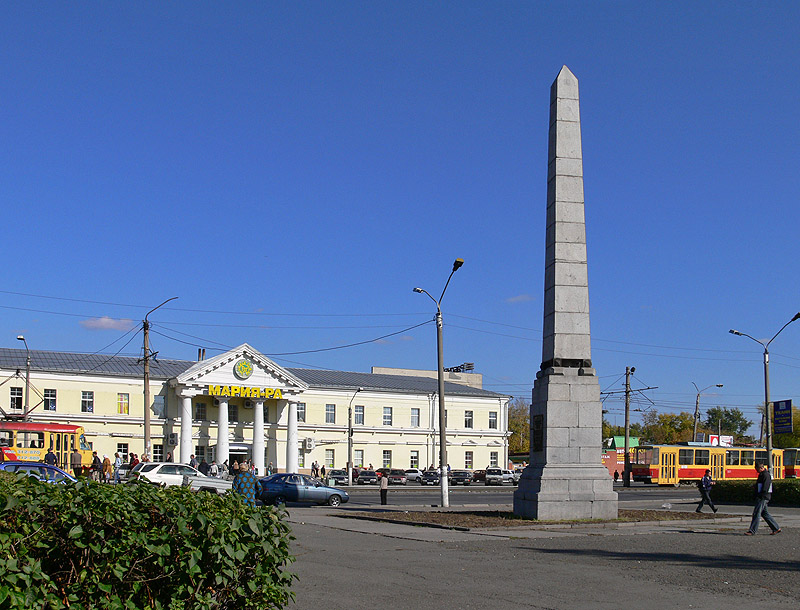
La place Demidov

Barnaoul fut tout d'abord construite sur le modèle de Saint-Pétersbourg, notamment par les architectes Moltchanov et Popov, qui avaient été élèves de Quarenghi et de Rossi. On trouve ainsi une vingtaine de bâtiments de la fin du XVIIIe siècle et du début du XIXe siècle, construits dans le style du classicisme russe : par exemple la remarquable fonderie d'argent des Demidov, la place Demidov, etc. Le style éclectique (néo-russe) est représenté par l'ancienne maison de commerce Poliakov, l'ancien lycée Boudkevitch (1905-1917) et l'hôtel particulier Lesnevsky.
Beaucoup de jolies maisons en bois ont été détruites, lors d'un incendie en 1917 et la plupart des églises ont été démolies dans les années 1930. C'est pourquoi l'aspect de Barnaoul est plutôt contemporain du XXe siècle, avec quelques bâtiments constructivistes.
La rue Lénine est considérée comme les Champs-Élysées de Barnaoul.

### Religion

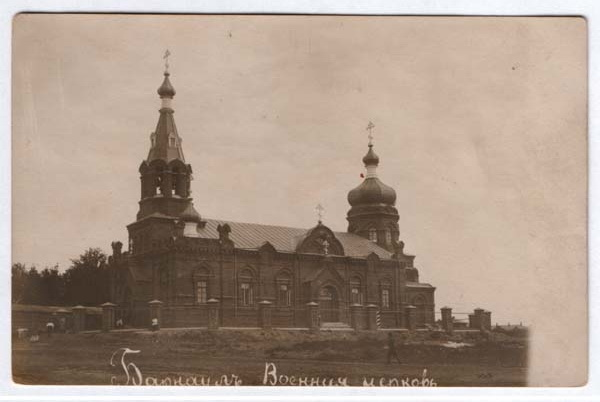
Vue de l'église Saint-Nicolas en 1900, ouverte au culte aujourd'hui.

- Orthodoxie : la première église orthodoxe a été construite en 1750, l'église Saints-Pierre-et-Paul, reconstruite en 1774 et démolie en 1935. Il y avait plus de quarante églises, chapelles ou monastères en ville au début du XXe siècle. La plupart furent démolis ou ravagés dans les années 1930. Les services religieux furent à nouveau permis dans les années 1990. Ils n'étaient permis jusqu'alors que dans l'église d'un faubourg, devenue donc la cathédrale de l'Intercession. Ils le furent ensuite dans trois églises qui retrouvèrent leur fonction originelle. Depuis lors, sept églises supplémentaires ont été construites.
- Islam : la communauté musulmane de Barnaoul augmente rapidement, car les musulmans de la région de l'Altaï, essentiellement kazakhs, représentent maintenant 30 000 personnes. Une mosquée a été construite en 2004.
- Catholicisme : les catholiques ont retrouvé leur paroisse dans les années 1990, mais leur église construite en 1904 a été transformée en pharmacie en 1936.
- Protestantisme : des communautés luthériennes de descendants d'Allemands ont été permises à nouveau à la fin des années 1960, mais leur église principale, construite en 1861 et sécularisée sous Staline, a été démolie en 1970.
- Judaïsme : les premiers Juifs — une vingtaine — sont arrivés dans la dernière décennie du XIXe siècle. Une synagogue a été construite en 1913. La communauté comptait 722 personnes en 1939, 1 882 personnes en 1979. Un cercle sioniste Kadima a été fondé après la révolution de février 1917. La communauté a fortement augmenté avec l'arrivée de réfugiés en 1941, mais a diminué dans les années 1970. L'association cultuelle juive de l'Altaï a été fondée à Barnaoul en 1990, ainsi qu'une bibliothèque et un centre culturel[3].
- Église arménienne : la communauté arménienne, qui représente désormais plus de 15 000 personnes à Barnaoul et dans ses faubourgs, a fait construire une église en 2006[4].
- Autres : depuis quelques années, des communautés baptistes (qui ont trois temples en ville), et adventistes, et des mouvements comme les Témoins de Jéhovah se sont rapidement implantés à Barnaoul.

## Transports

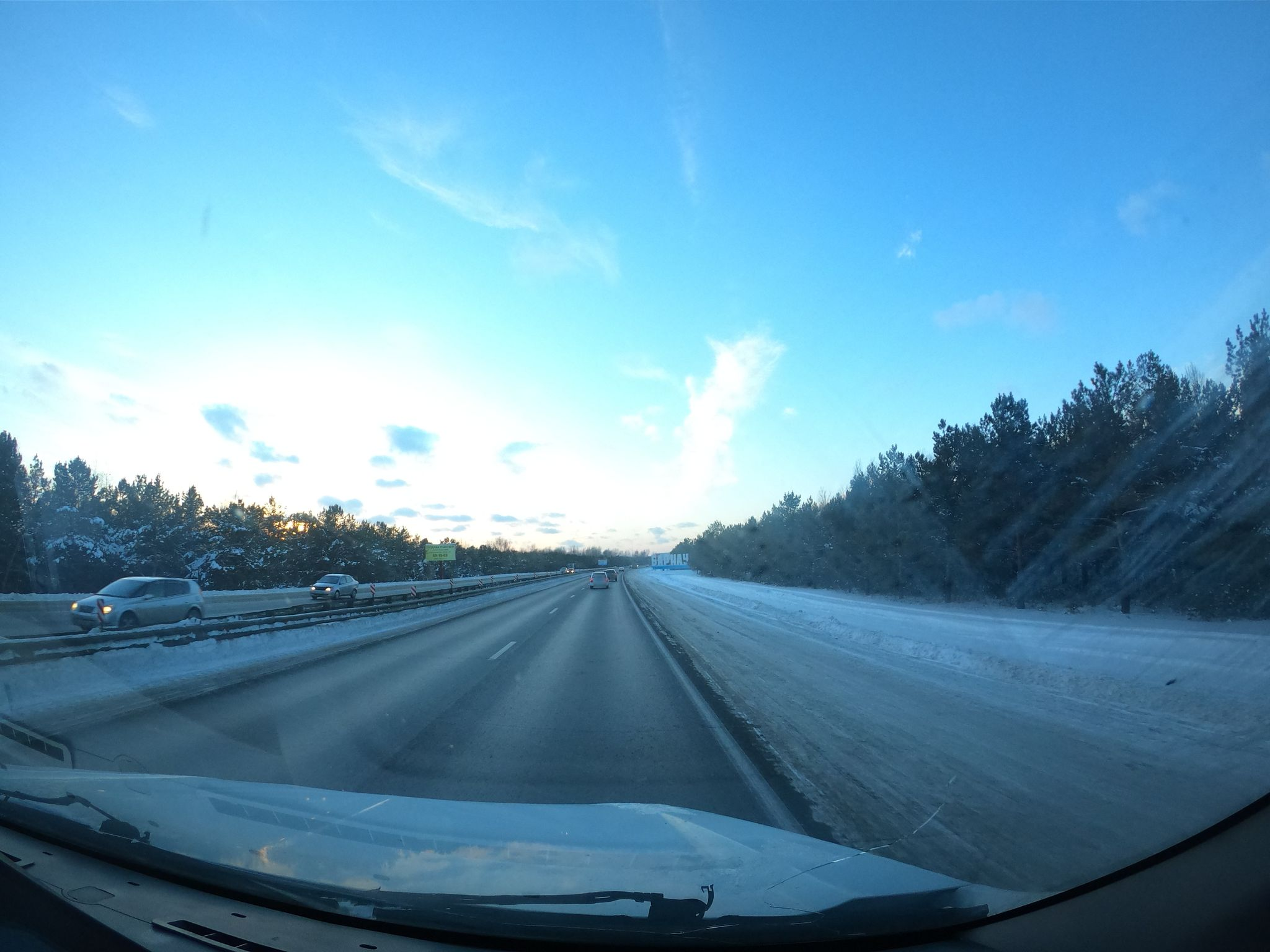
La 01K-01 arrivant à Barnaoul depuis la R256.

Barnaoul possède un aéroport (code AITA : BAX), une dizaine de lignes de tramway et de trolley-bus.

## Personnalités nées à Barnaoul
- Rita Streich (1920-1987), chanteuse d'opéra allemande
- Irina Mirochnitchenko (1942-2023), actrice russe
- Julia Neigel (1966-), chanteuse allemande
- Alexeï Smertine (1975-), footballeur russe
- Aleksey Yakimenko (1983-), escrimeur russe
- Andrey Grechin (1987-), nageur russe
- Sergueï Choubenkov (1990-), athlète russe spécialiste du 110 mètres haies.

## Jumelage
- Flagstaff (États-Unis)
- Saragosse (Espagne)
- Baicheng (Chine)
- Préfecture autonome hui de Changji (Chine) depuis 2007